# Dja faunareservat
Dja faunareservat ligger i det sydøstlige Cameroun, og 90% af dens 5.260 km² areal er tropisk regnskov, upåvirket af menneskelige indgreb. Reservatets grænser dannes på tre sider af Djafloden, kun i sydvest er der land.
Området blev første gang fredet i 1950, som vildtreservat, og fredningen blev udvidet i 1973. Området blev indlemmet i UNESCOs biosfærereprogram i 1981 og blev et verdensarvsområde i 1987. Området er foreslået som nationalpark.
Området består af regnskov af samme landskabstype som i Congodeltaet, og beskyttes på grund af biodiversiteten; Området er hjem for mere end 100 arter af pattedyr, især primater, mere end 320 fuglearter og 1.500 kendte plantearter. Fem af dyrearterne er vurderet som truede.